# Indelibly Stamped
Indelibly Stamped — второй студийный альбом британской прог-рок-группы Supertramp, выпущенный в 1971 году.

## Об альбоме
Также как и дебютный альбом, он оказался коммерчески неуспешным, что вылилось в потерю финансовой помощи и кардинальные изменения в составе группы. Оригинальные издания имеют цветную обложку и другое написание названия группы и альбома. Фотография на обложке показывает тело самой татуированной женщины Англии — Rusty Skuse. Это первый альбом группы официально изданный в США; обложка была цветной в 1971 году, но A&M в качестве цензуры использовала золотые звездочки.
Альбом является самым рок-н-ролльным в дискографии группы. Здесь впервые появляется саксофон, который позднее станет неотъемлемой частью группы, значительное место отведено под соло на губной гармошке (Remember, Coming Home To See You), вырисовывается легко узнаваемый, основанный на фортепиано, стиль группы второй половины 70-х. Альбом состоит из смеси заводных композиций в высоком темпе (Your Poppa Don’t Mind, Potter, Coming Home To See You) и лиричных баллад (Rosie Had Everything Planned, Forever).
Дэвис впервые выступает в качестве основного певца, исполняя вокальные партии больше чем на половине альбома.

## Список композиций
Все песни написаны Риком Дэвисом и Роджером Ходжсоном, кроме тех, где помечено иначе.
Первая сторона
1. «Your Poppa Don’t Mind» — 2:58
  - Вокал: Рик Дэвис
2. «Travelled» — 4:15
  - Вокал: Роджер Ходжсон
3. «Rosie Had Everything Planned» (Фрэнк Фаррелл, Ходжсон) — 3:01
  - Вокал: Роджер Ходжсон
4. «Remember» — 4:00
  - Вокал: Рик Дэвис
5. «Forever» — 5:05
  - Вокал: Рик Дэвис

Вторая сторона
1. «Potter» — 2:23
  - Вокал: Дейв Винтроп
2. «Coming Home to See You» — 4:39
  - Вокал: Рик Дэвис
3. «Times Have Changed» — 3:42
  - Вокал: Рик Дэвис
4. «Friend in Need» — 3:08
  - Вокал: Рик Дэвис
5. «Aries» — 7:25
  - Вокал: Роджер Ходжсон

## Участники записи
- Кевин Курри — перкуссия, барабаны
- Рик Дэвис — губная гармоника, клавишные, вокал
- Фрэнк Фаррелл — бас-гитара, фортепиано, аккордеон, бэк-вокал
- Роджер Ходжсон — акустическая гитара, бас-гитара, вокал
- Дейв Винтроп — флейта, саксофон, вокал

Продюсирование
- Продюсер: Supertramp
- Инженер: Боб Холл